# Commercial Resupply Services

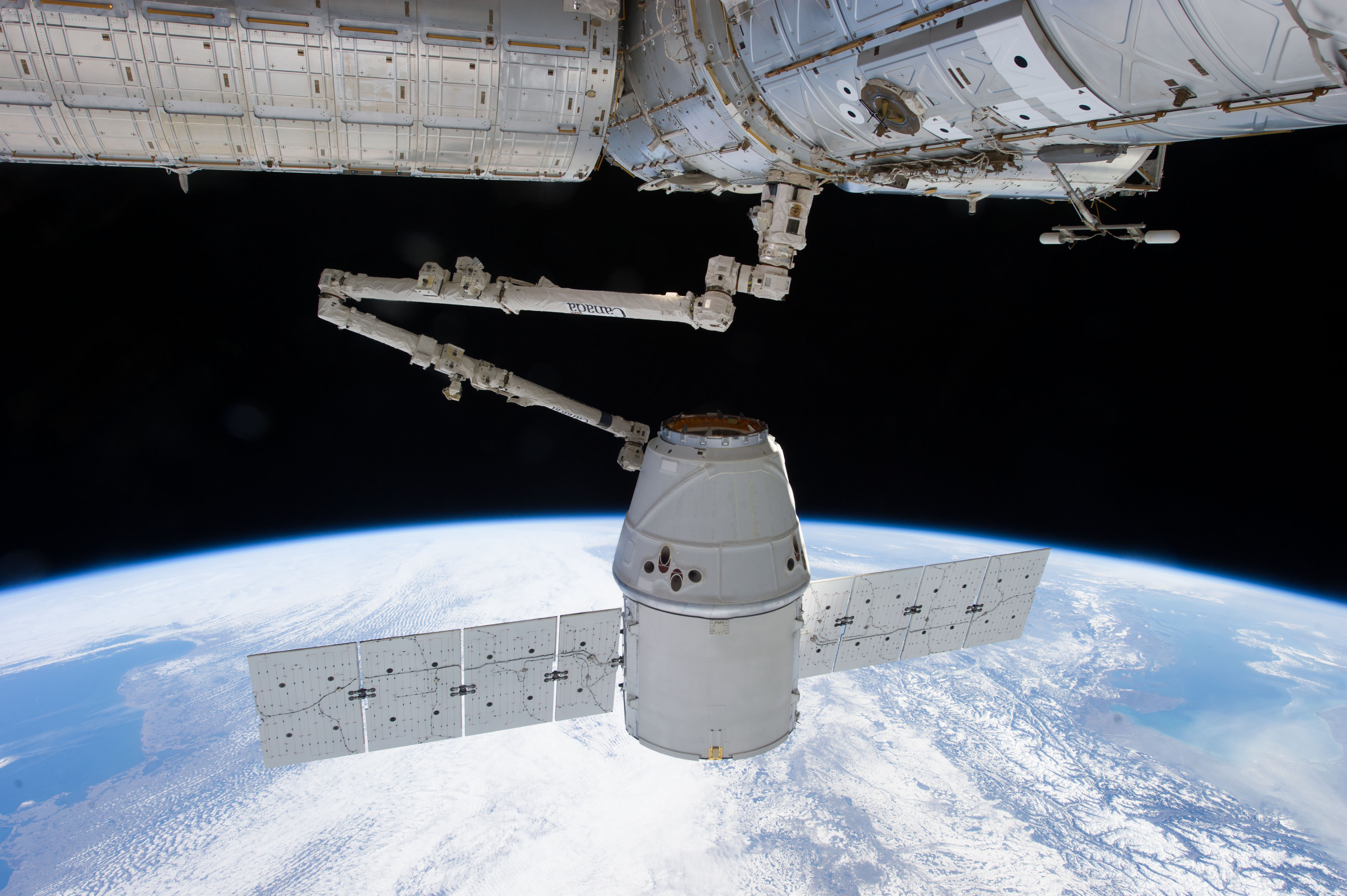
Квітень 2013, Dragon пристикувався до МКС

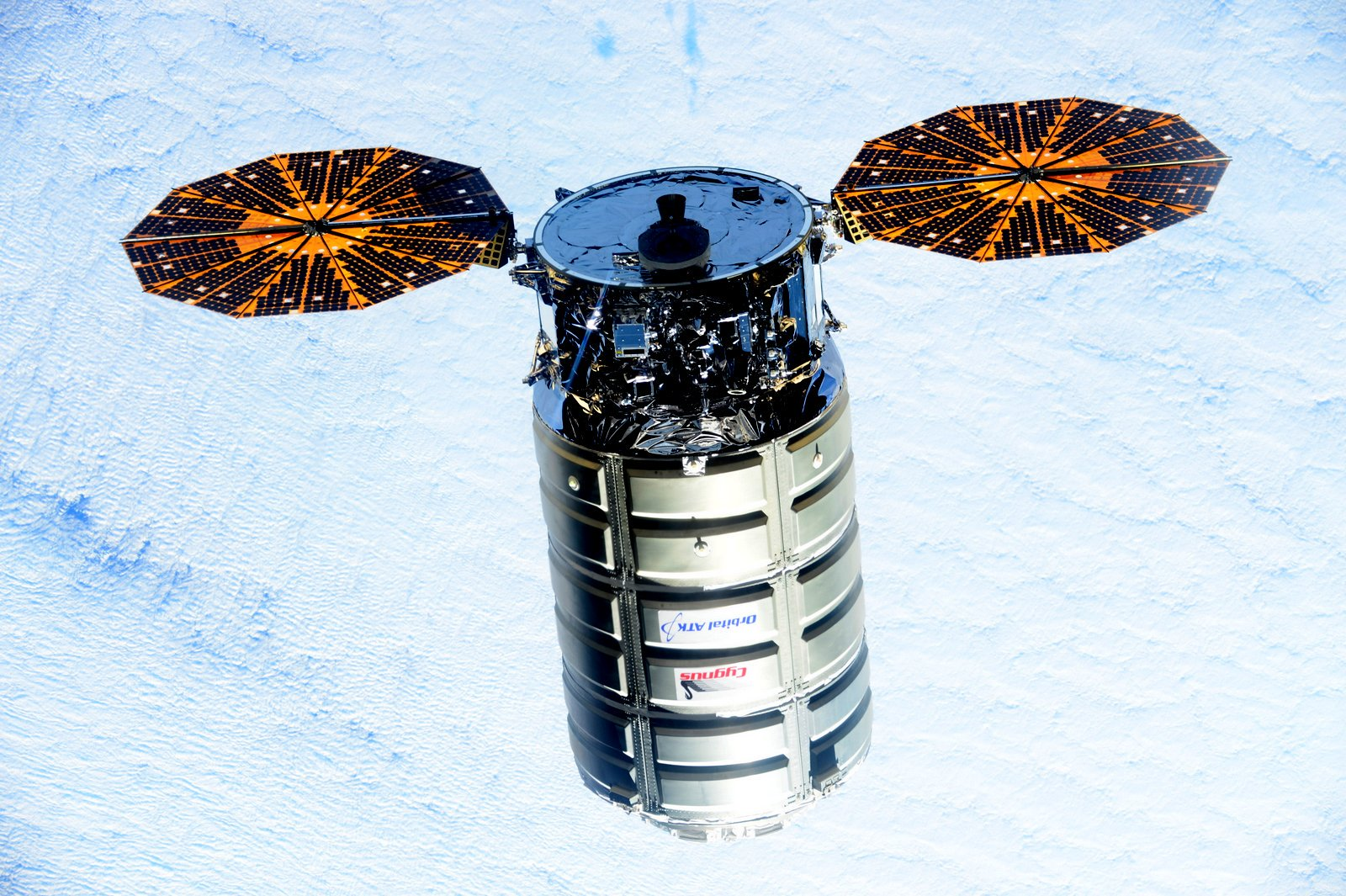
Cygnus 5 біля МКС, 2015

Commercial Resupply Services (CRS) (Комерційні послуги постачання) — програма НАСА з постачання до МКС вантажів за допомогою приватних космічних кораблів. Є складовою програми Commercial Orbital Transportation Services (Послуги комерційних орбітальних перевезень). Складається з двох фаз: перша була запланована на 2008—2016 роки (продовжена до 2019 р.), друга — на 2019—2024 роки.

### Фаза 1
Після проведення конкурсу, 22 грудня 2008 року НАСА підписало контракти із двома приватними компаніями на виконання серії місій. Компанія SpaceX отримала 1,6 млрд дол. за 12 вантажних відправлень до МКС, а компанія Orbital ATK (колишня Orbital Sciences) — 1,9 млрд дол. за 8 відправлень.
У 2015 р. НАСА розширила Фазу 1. Тепер SpaceX має контракти на здійснення 20 місій (700 млн дол. додатково), а Orbital Sciences — 10 місій.
SpaceX почала постачання до МКС у 2012 році. Для виконання своїх місій вона використовує космічний корабель Dragon, що наразі запускається на орбіту ракетами Falcon 9 Full Thrust із першимм ступенем багаторазового використання. Запуск здійснюється зі стартового комплексу SLC-40, що розташований на Базі ВПС США на мисі Канаверал. Саме Dragon після польоту здатен здійснювати приводнення в океан, повертаючи герметичний вантаж із МКС.
Orbital Sciences почала доставлення у 2013 році, використовуючи космічний корабель Cygnus, що запускається ракетою Antares зі стартового майданчика Pad 0A космопорту МАРС, що у Вірджинії.
SpaceX
| CRS-1, 07.10.12(+)  | CRS-2, 01.03.13(+)  | CRS-3, 18.04.14(+)  | CRS-4, 21.09.14(+)  |
| CRS-5, 10.01.15(+)  | CRS-6, 14.04.15(+)  | CRS-7, 28.06.15(-)  | CRS-8, 08.04.16(+)  |
| CRS-9, 18.07.16(+)  | CRS-10, 19.02.17(+) | CRS-11, 03.06.17(+) | CRS-12, 14.08.17(+) |
| CRS-13, 15.12.17(+) | CRS-14, 02.04.18(+) | CRS-15, 29.06.18(х) | CRS-16, 16.11.18(х) |
| CRS-17, хх.хх.хх(х) | CRS-18, хх.хх.хх(х) | CRS-19, хх.хх.хх(х) | CRS-20, хх.хх.хх(х) |

Orbital ATK (колишня Orbital Sciences)
| CRS Orb-1, 10.01.14(+) | CRS Orb-2, 13.07.14(+) | CRS Orb-3, 28.10.14(-) | CRS OA-4, 06.12.15(+)  |
| CRS OA-6, 23.03.16(+)  | CRS OA-5, 17.10.16(+)  | CRS OA-7, 18.04.17(+)  | CRS OA-8E, 12.11.17(+) |
| CRS OA-9E, 21.05.18(+) | CRS OA-10E 10.10.18    |                        |                        |

### Фаза 2 (знана як CRS2)
Умови контрактів другої фази були оголошені у 2014 році. Необхідно буде доставляти щороку, здійснюючи 4—5 запусків, 14—17 тонн (55—70 м3) герметичного вантажу та 1,5—4 тонни (3—8 предметів) негерметичного. Повертати на Землю 14—17 тонн герметичного вантажу щороку. Проводити утилізацію при згорянні в атмосфері 1,5—4 тонни негерметичного вантажу. Здійснювати послуги наземних служб підтримки.
У січні 2016 р. були оголошені переможці. Ними стали: Orbital ATK, Sierra Nevada Corporation та SpaceX. Максимальна вартість контрактів може досягти 14 млрд дол. Транспортні польоти почнуться у 2019 р. і триватимуть до 2024 р.